# Soufiane Bidaoui
Soufiane Bidaoui (Etterbeek, Bélgica, 20 de abril de 1990) es un futbolista marroquí. Juega de extremo y su equipo es el SPAL de la Serie C de Italia. Formó parte de la selección sub-23 de Marruecos que disputó los Juegos Olímpicos de Londres 2012.

## Trayectoria
Bidaoui comenzó su carrera en el KVC Westerlo. Desde 2013, continuó su carrera en Italia, fichando en el Parma de la Serie A.
El 31 de enero de 2023 firmó por el Frosinone Calcio.

## Selección nacional
Formó parte de la selección sub-23 de Marruecos que disputó los Juegos Olímpicos de Londres 2012.

### Participaciones en Juegos Olímpicos
| Copa                     | Sede    | Resultado      |
| ------------------------ | ------- | -------------- |
| Juegos Olímpicos de 2012 | Londres | Fase de grupos |

## Clubes
| Club                         | País    | Año           |
| ---------------------------- | ------- | ------------- |
| KVC Westerlo                 | Bélgica | 2009-2010     |
| KSV Roeselare                | Bélgica | 2010-2011     |
| Lierse SK                    | Bélgica | 2011-2013     |
| Parma F. C.                  | Italia  | 2013-2015     |
| F. C. Crotone (cedido)       | Italia  | 2013-2014     |
| U. S. Latina Calcio (cedido) | Italia  | 2015          |
| U. S. Avellino               | Italia  | 2016-2018     |
| Spezia Calcio                | Italia  | 2018-2020     |
| Ascoli Calcio 1898 FC        | Italia  | 2021-2023     |
| Frosinone Calcio             | Italia  | 2023-2024     |
| SPAL                         | Italia  | 2024-presente |

## Palmarés

### Títulos nacionales
| Título  | Club             | País   | Año     |
| ------- | ---------------- | ------ | ------- |
| Serie B | Frosinone Calcio | Italia | 2022-23 |